# Kinh tế Hà Lan
Kinh tế Hà Lan là một nền kinh tế thịnh vượng, mở và phụ thuộc mạnh mẽ vào ngoại thương. Đây là một trong những trung tâm kinh tế của Liên minh châu Âu.
Nền kinh tế Hà Lan có các quan hệ ngành ổn định, thất nghiệp và lạm phát thấp, một lượng thặng dư tài khoản vãng lai lớn, và đóng vai trò là một trung tâm vận tải của châu Âu. Hoạt động công nghiệp chủ yếu là các ngành chế biến thực phẩm, hóa chất, lọc hóa dầu, máy móc điện. Một ngành nông nghiệp cơ giới hóa cao chỉ sử dụng gần 2% lực lượng lao động nhưng tạo ra lượng nông sản thặng dư cho ngành chế biến thực phẩm cho xuất khẩu. Hà Lan cùng với 11 nước EU bắt đầu lưu hành đồng Euro ngày 1 tháng 1 năm 2002. Quốc gia này là một trong những nước châu Âu xếp hàng đầu về thu hút đầu tư trực tiếp nước ngoài.
Hiện tại, Hà Lan là nền kinh tế lớn thứ 16 thế giới. Giữa giai đoạn 1998 và 2000, kinh tế tăng trưởng trung bình 4%, cao hơn nhiều mức trung bình châu Âu. Tăng trưởng đã chậm đáng kể giai đoạn 2001-05 do sự suy giảm toàn cầu. Tuy nhiên, năm 2006 lai tăng 2,9%. Tăng trưởng đạt 4,2% trong quý 3 năm 2007. Lạm phát là 1,3% và có thể xuống còn 1,5% trong năm 2008. Theo số liệu thống kê của Cục Thống kê Hà Lan, thất nghiệp hiện là 4,0% trên tổng số lực lượng lao động. Theo tiêu chuẩn Eurostat thì tỷ lệ thất nghiệp của Hà Lan chỉ 2,9% - tỷ lệ thấp nhất trong các quốc gia EU.
The stern financial policies of the Balkenende cabinets, which are often identified with finance minister Gerrit Zalm, have led to a deficit of only 0.3% of GDP in 2005, coming from 2.1% in 2004. Thâm thủng được ước tính là giảm nhỏ xuống mức 0,5% năm 2005, và một mức hơi thặng dư năm 2007. In 2006 public debt stood at 51% of GDP and is expected to fall below 50% in 2007 for the first time in 25 years, down from over 80% in the early nineties.
Hà Lan hiện là một thành viên của Liên minh châu Âu, OECD và WTO.